# Thuli Madonsela
Thulisile Nomkhosi Thuli Madonsela (Sudáfrica, 28 de septiembre de 1962) es una profesora y defensora de los derechos sudafricanos y catedrática en la Universidad de Stellenbosch desde enero de 2018. Trabajó como Protectora pública de Sudáfrica desde el 19 de octubre de 2009 hasta el 14 de octubre de 2016 y en 1996 ayudó a redactar la versión final de la constitución de Sudáfrica promulgada por Nelson Mandela.

## Premios
- 2011 - Daily

Maverick la nombró Persona del Año en Sudáfrica por "cumplir su papel de ombudsman en el ejercicio del poder ejecutivo con un compromiso inquebrantable con la verdad".
- 2014 - La revista Time la nombró una de las 100 personas más influyentes del mundo en la categoría de Líderes y la describió como "un ejemplo inspirador de lo que deben ser los funcionarios públicos africanos".
- 2014 - Premios Glamour a las Mujeres del Año - nombrada Mujer de Coraje.
- 2014 - ANN7 Sudáfrica del año.
- 2014 - Premio a la Integridad Internacional de Transparencia.
- 2015 - Doctor en Derecho ( honoris causa ), Universidad de Fort Hare (2013), Stellenbosch University (marzo), Rhodes University (abril) y University of Cape Town (junio)
- 2016 - Premio FW de Klerk Goodwill.
- 2016 - Persona africana Forbes del año.
- 2016 - Elegida como una de las 100 mujeres de la BBC.
- 2016 - Premio Alemán de ÁfricA.
- 2018 - Orden del Mérito de la República Federal de Alemania.

## Publicaciones
- Madonsela, Thuli (1995). "Más allá de poner a las mujeres en la agenda" . Agenda . 11 (24): 27–38. Doi : 10.2307 / 4065890 . JSTOR  4065890.
- Madonsela, Thuli (1995). "¿Un trato justo para la trabajadora?" . En Liebenberg, Sandra. La Constitución de Sudáfrica desde una perspectiva de género . Ciudad del Cabo: Community Law Center en la Universidad de Western Cape en asociación con David Philip. ISBN 9780620196567.
- Maluleke, Mikateko Joyce; Madonsela, Thuli (2004). Las mujeres y la ley en Sudáfrica: jurisprudencia de igualdad de género en decisiones judiciales históricas. Departamento de Justicia y Desarrollo Constitucional .
- Madonsela, Thuli (septiembre de 2012). "Corrupción". Mesa redonda trimestral (24): 8–13. Archivado desde el original el 4 de septiembre de 2014 . Consultado el 4 de septiembre de 2014 .
- Madonsela, Thuli (19 de marzo de 2014). Seguro en la comodidad. Protector público de Sudáfrica . ISBN 9781920692155. Archivado desde el original el 4 de enero de 2015.